# Lydia Valentín
Lydia Valentín Pérez (10 de fevereiro de 1985) é uma halterofilista espanhola, medalhista olímpica. 

## Carreira
Valentín competiu na Rio 2016, onde conquistou a medalha de bronze na categoria até 75 kg.
Nos Jogos Olímpicos anteriores, não terminou as competições da categoria até 75 kg na zona de medalhas, mas acabou beneficiada após a desclassificação de outras atletas por casos de doping. Em Pequim 2008 ficou em quinto lugar (250 kg), mas com a desclassificação de três halterofilistas, herdou a medalha de prata. Em Londres 2012, ficou em quarto (265 kg), mas com a desclassificação das três primeiras colocadas herdou a medalha de ouro.